# Санта Венере (Салерно)
Санта Венере је насеље у Италији у округу Салерно, региону Кампанија.
Према процени из 2011. у насељу је живело 674 становника. Насеље се налази на надморској висини од 15 м.